# Plan hidráulico unificado del valle del río Jordán

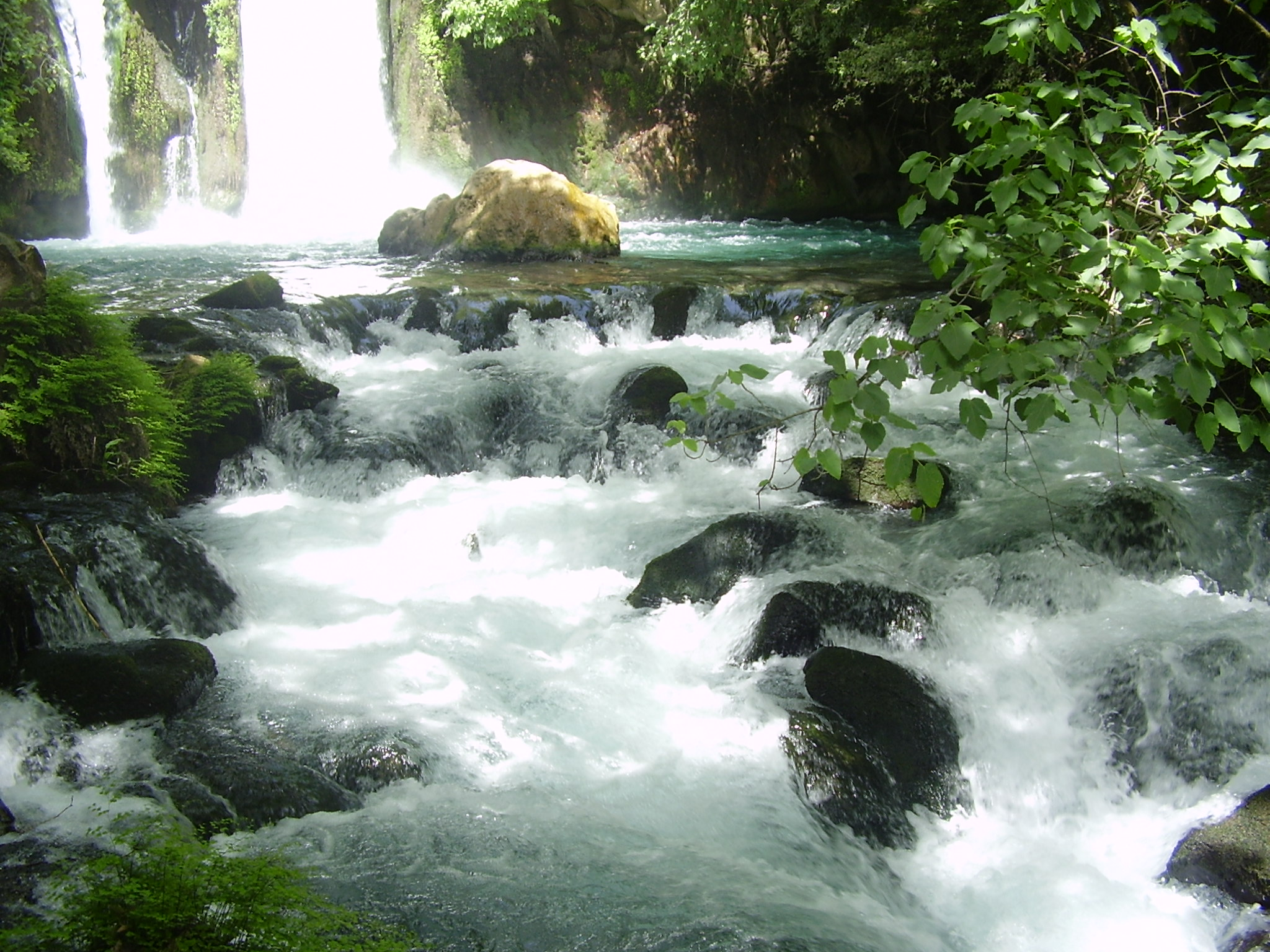
Cascada de Banias, Altos del Golán

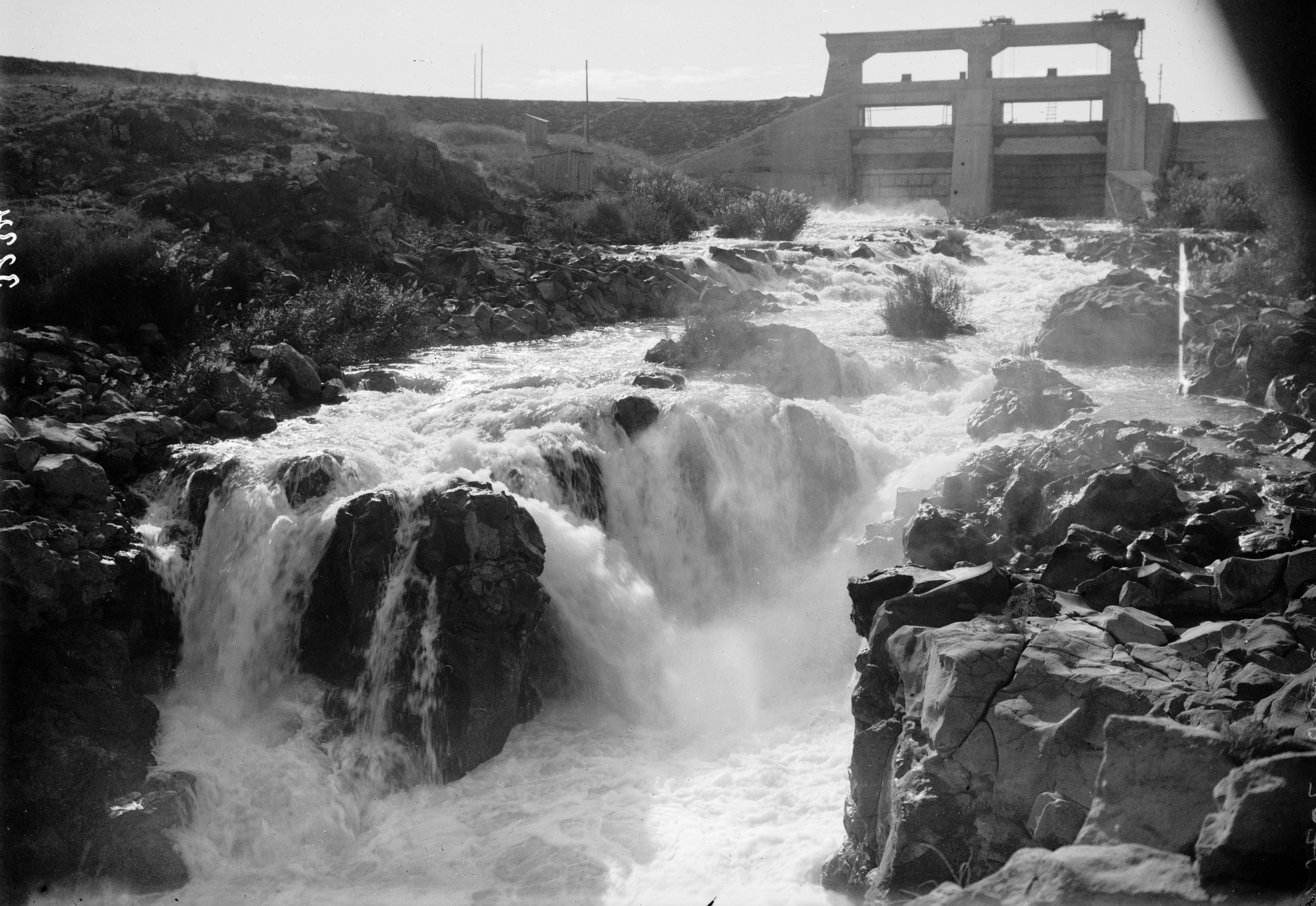
Aguas de inundación que salen del embalse de Yarmuk al río Yarmuk, 1933

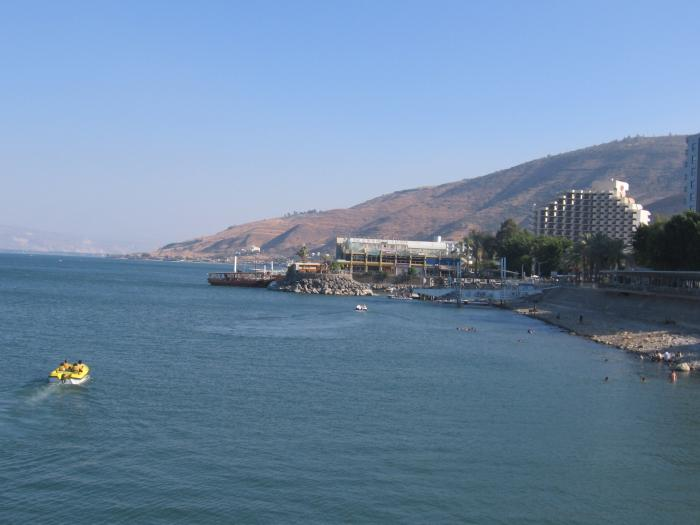
Mar de Galilea, Israel

El Plan hidráulico unificado del Valle del Jordán, comúnmente conocido como el Plan Johnston, fue un plan para el desarrollo unificado de los recursos hídricos del Valle del Jordán. Fue negociado y desarrollado por el embajador estadounidense Eric Johnston entre 1953 y 1955, y se basó en un plan anterior encargado por el Agencia de Naciones Unidas para los Refugiados de Palestina en Oriente Próximo. (UNRWA). Inspirado en el plan de desarrollo de la Autoridad del Valle del Tennessee de ingeniería, fue aprobado por los comités técnicos del agua de todos los países  ribereños de la región: Israel, Jordania, Líbano y Siria. Aunque el plan fue rechazado por la Liga Árabe, tanto Israel como Jordania se comprometieron a respetar sus asignaciones en el marco del plan. EE. UU. financió el Acueducto Nacional de Israel tras recibir garantías de que seguiría respetando las asignaciones del plan. Se proporcionó una financiación similar para el proyecto del Canal Principal de Ghor Oriental de Jordania tras obtener garantías similares por parte de este país.

## Antecedentes
A finales de la década de 1930 y mediados de la de 1940, Transjordania y la Organización Sionista encargaron estudios de desarrollo de los recursos hídricos que se excluían mutuamente. El estudio de Transjordania, realizado por Michael G. Ionides, llegó a la conclusión de que los recursos hídricos naturalmente disponibles no eran suficientes para sostener una patria judía y el destino de los inmigrantes judíos. El estudio de los sionistas, realizado por el ingeniero estadounidense Walter Clay Lowdermilk, llegó a una conclusión similar, pero señaló que mediante la  trasvase de agua de la cuenca del río Jordán al Negev para apoyar el desarrollo agrícola y residencial allí, un estado judío con 4 millones de nuevos inmigrantes sería sostenible.
En 1953, Israel inició la construcción de un transportista de agua para llevar el agua del Mar de Galilea al centro poblado y al sur agrícola del país, mientras que Jordania concluyó un acuerdo con Siria, conocido como el plan Bunger, para represar el río Yarmuk cerca de Maqarin, y utilizar sus aguas para regar el territorio jordano, antes de que pudieran fluir hacia el Mar de Galilea. Se produjeron enfrentamientos militares, y el presidente de EE. UU. Dwight Eisenhower envió al embajador Johnston a la región para elaborar un plan que regulara el uso del agua.

## Documentos desclasificados de la CIA[7]
Proyecto Banat Yacov. 7 de febrero de 1956:
I. La siguiente fecha previsible de crisis en la situación árabe-israelí llega el 1 de marzo, fecha "límite" que los israelíes dieron al embajador Johnston el pasado otoño para conseguir la aceptación árabe del proyecto del valle del río Jordán. Después del 1 de marzo, los israelíes le dijeron a Johnston que se sentirían libres para seguir adelante con el plan unilateral israelí de utilizar las aguas del Jordán.
II. La manzana de la discordia es el llamado proyecto Banat Yacov, que toma su nombre del puente que cruza Río Jordán a unas 8 millas al norte del Lago Tiberíades (Mar de Galilea).
- Israel desea completar el canal en el lado occidental del río Jordán, que va hacia el sur desde Banat Yacov hasta el lago Tiberíades.
- El objetivo es únicamente la energía eléctrica: el agua desviada descendería unos 800 pies hasta la estación de energía cerca de la orilla de Tiberíades, y luego volvería al lago.
- El problema es que el primer kilómetro y medio del canal debe pasar por la "zona desmilitarizada" establecida por los acuerdos de armisticio de 1949 entre Israel y Siria.
  - Los sirios sostienen (con el apoyo parcial de los observadores de la tregua de la ONU) que el proyecto israelí violaría el acuerdo de armisticio y quitaría el agua a los propietarios árabes de Siria y Jordania.
  - Los israelíes sostienen (también con el apoyo parcial de los observadores de la tregua de la ONU) que están en su derecho.

III.  La cuestión llegó al Consejo de Seguridad de la ONU poco después de que los israelíes comenzaran a trabajar en el proyecto hace más de dos años. (Sep '53).
- En octubre del 53, el Consejo de Seguridad aprobó una resolución en la que se pedía a Israel que suspendiera las obras del proyecto de Banat Yacov mientras el Consejo estudiaba el problema.
- Posteriormente, la resolución del Consejo de Seguridad que proponía que el asunto se remitiera al Supervisor de la Tregua de la ONU fue vetada por la URSS.
- Desde entonces no se ha tomado ninguna medida formal: en consecuencia, el Consejo de Seguridad sigue ocupándose en teoría del problema, y los israelíes, hasta el momento, han suspendido las obras en la "zona desmilitarizada" real mientras siguen trabajando en un tramo de siete millas dentro de su propio territorio.

IV. Sin embargo, los israelíes han condicionado su "aplazamiento" de la finalización de Banat Yacov a la aplicación del plan Johnston.
- Desde el otoño del 53 (cuando el embajador Johnston realizó su primera visita a Oriente Medio) las negociaciones sobre el plan del valle del Jordán han avanzado lentamente.
- En otoño del 55, Johnston logró obtener la "conformidad" árabe en los aspectos técnicos, ya aceptada por Israel: Sin embargo, los árabes se han opuesto por motivos políticos.
  - Aunque el primer ministro egipcio Nasr declaró el pasado otoño que creía que podría hacer que otros estados árabes aceptasen el acuerdo en tres o cuatro meses, hasta la fecha no hay señales de tal actividad por su parte.
- La incursión israelí en Tiberíades (diciembre de 55) parece haber acabado con cualquier posibilidad de que Siria u otros países árabes acepten el plan Johnston en un futuro próximo.
- Por lo tanto, el plazo del 1 de marzo se acerca con poca o ninguna posibilidad de que los árabes acepten el plan del valle del Jordán.

V. El 31 de enero, el sirio primer ministro Ghazzi entregó a la embajada de EE. UU. unas memorias en las que se daba a entender que Siria utilizaría la fuerza para impedir que los israelíes reanudaran las obras en la parte del canal de Banat Yacov que se encuentra en la "zona desmilitarizada".
- [se retracta] ... Siria demarch fue coordinada con Egipto.
- El primer ministro egipcio Nasr ha declarado que apoyará militarmente a Siria si estallan las hostilidades por la cuestión del agua del Jordán.
- Egipto y Siria tienen un pacto militar formal, y los recientes movimientos de tropas egipcias (concentración de blindados en el este de la península del Sinaí) sugieren que Egipto puede estar preparándose para lo peor, en previsión de que se le pida que cumpla su compromiso con "Siria" sobre la cuestión del agua.

VI. Sin embargo, los israelíes han dado a entender recientemente que el "plazo" no significa necesariamente que vayan a reanudar las obras de Banat Yacov el 1 de marzo o inmediatamente después.
- Parece más probable que los israelíes pidan primero la revisión del problema por parte del supervisor de la tregua de la ONU (el general Burns) e implícitamente por Estados Unidos, Reino Unido y Francia, los "garantes" de la paz en la zona.
- Sin embargo, es probable que los israelíes no esperen mucho más para resolver el problema.
- Si no pueden hacerlo por la vía diplomática, podrían arriesgarse a que los sirios vayan de farol y seguir adelante de todos modos.

El Secretario General de la ONU, Dag Hammarskjöld, después de su visita a Palestina a finales de enero, dijo a los funcionarios estadounidenses que "sentía" que Siria lucharía en el asunto de Banat Yacov. Burns acordaron que tomarían una posición fuerte contra la acción unilateral de Israel en Banat Yacov.

## Plan
Eisenhower nombró a Eric Johnston embajador especial el 16 de octubre de 1953, y le encargó la mediación de un plan integral para el desarrollo regional del sistema del río Jordán. Como punto de partida, Johnston utilizó un plan encargado por la UNRWA y realizado por la empresa consultora estadounidense Chas. T. Main, conocido como el "Plan Main". El Plan Main, publicado pocos días antes del nombramiento de Johnston, utilizaba los mismos principios empleados por la Autoridad del Valle del Tennessee para optimizar el uso de toda una cuenca fluvial como una sola unidad.
El plan se basaba en principios similares a los plasmados en el Plan Marshall - reduciendo el potencial de conflicto mediante la promoción de la cooperación y la estabilidad económica.
Las principales características del plan eran:
- una presa en el río Hasbani para proporcionar energía e irrigar la zona de Galilea
- presas en los ríos Dan y Banias para regar Galilea
- drenaje de los pantanos de Huleh
- una presa en Maqarin, en el río Hasbani, para el almacenamiento de agua (capacidad de 175 millones de m³) y la generación de energía
- una pequeña presa en Addassiyah, en el Yarmouk, para desviar su agua hacia el Mar de Galilea y hacia el sur a lo largo del Ghor oriental
- una pequeña presa en la salida del Mar de Galilea para aumentar la capacidad de almacenamiento del lago
- Canales de flujo por gravedad a lo largo de los lados este y oeste del valle del Jordán para regar la zona entre la confluencia del Yarmouk con el Jordán y el Mar Muerto.
- obras de control y canales para utilizar los flujos perennes de los wadis que cruzan los canales.[11]

El plan inicial daba preferencia al uso dentro de la cuenca de las aguas del Jordán, y descartaba la integración del río Litani en el Líbano. Las cuotas propuestas eran: Israel 394 millones de m³, Jordania 774 millones de m³ y Siria 45 millones de m³.
Ambas partes respondieron con sus propias propuestas. Israel exigía la inclusión del río Litani en el conjunto de fuentes disponibles, el uso del Mar de Galilea como principal instalación de almacenamiento, el uso de las aguas del Jordán fuera de la cuenca y el canal Mediterráneo-Mar Muerto. Además, Israel exigió que se duplicara su asignación, de 394 millones de m³ anuales a 810 millones de m³.
Los árabes respondieron con una propuesta basada en los planes de Ionides, MacDonald y Bunger, que implicaba el uso exclusivo en la cuenca y rechazaba el almacenamiento en el Mar de Galilea. Además, exigían el reconocimiento de Líbano como Estado ribereño y excluían el Litani del plan. Sus propuestas de asignación de cuotas eran: Israel 200 millones de m³, Jordania 861 millones de m³, Siria 132 millones de m³ y Líbano 35 millones de m³ al año.
Siguieron las negociaciones y poco a poco se fueron eliminando las diferencias. Israel abandonó la petición de integrar el Litani, y los árabes abandonaron su objeción al uso de las aguas fuera de la cuenca. Finalmente, el plan unificado propuso las siguientes asignaciones, por fuente:
| Fuente               | Líbano | Siria | Jordania | Israel |
| Hasbani              | 35     |       |          |        |
| Banias               |        | 20    |          |        |
| Jordan (main stream) |        | 22    | 100      | 375    |
| Yarmouk              | 90     | 377   | 25       |        |
| Ramblas laterales    |        |       | 243      |        |
| Total                | 35     | 132   | 720      | 400    |

El Plan fue aceptado por los comités técnicos tanto de Israel como de la Liga Árabe. Un debate en la Knesset en julio de 1955 terminó sin una votación. El Comité de Expertos Árabes aprobó el plan en septiembre de 1955 y lo remitió para su aprobación final al Consejo de la Liga Árabe. El 11 de octubre de 1955, el Consejo votó para no ratificar el plan, debido a la oposición de la Liga al reconocimiento formal de Israel. Sin embargo, la Liga Árabe se comprometió a respetar los detalles técnicos sin dar su aprobación oficial.